# Odorico Brasileiro de Albuquerque Rosa
Odorico Brasileiro de Albuquerque Rosa foi um político brasileiro.
Foi vice-presidente da província do Piauí, de 27 de novembro de 1874 a 28 de abril de 1875.